# Arnold Böcklin
Arnold Böcklin (n. 16 octombrie 1827, Basel, Cantonul Basel-Oraș, Elveția – d. 16 ianuarie 1901, Fiesole, Toscana, Italia]) a fost un pictor simbolist elvețian.

## Biografie
Arnold Böcklin s-a născut la Basel. Tatăl său, Christian Frederick Böcklin (n. 1802) făcea parte din vechea familie aristocrată de Schaffhausen, fiind de meserie comerciant de mătase. Mama lui, Ursula Lippe, era originară din același oraș. Arnold a studiat la Academia de Arte Frumoase din Düsseldorf sub directa îndrumare a lui Johann Wilhelm Schirmer, și a fost prietenul apropiat al lui Ludwig Feuerbach Andreas. El este asociat cu Școala de Pictură din Dusseldorf. Schirmer, care a văzut în el un student de perspectivă, l-a trimis la Anvers și Bruxelles, unde a realizat copii ale maeștrilor flamanzi și olandezi. Böcklin s-a stabilit apoi la Paris, a lucrat la Muzeul Luvru și pictat mai multe peisaje.
După ce a efectuat stagiul militar, Böcklin s-a stabilit la Roma în luna martie 1850. La Roma, s-a căsătorit cu Angela Rosa Lorenza Pascucci în anul 1853. Pentru Böcklin majoritatea obiectivelor istorice din Roma au constituit un puternic stimulent în dezvoltarea sa artistică. Aceste influențe italiene au dus la crearea figurilor alegorice și mitologice care se regăsesc în mai toată creația sa. Se reîntoarce la München în anul 1856, unde rămâne pentru o perioadă de patru ani. Aici expune primele lucrări în care tratează teme din mitologia antică. Din această perioadă au rămas picturile Nimfă și Satir, Peisaj eroic, ambele realizate în 1858, și Sappho (1859). Aceste lucrări, care au fost mult comentate de critica de specialitate, la care se adaugă recomandarea lui Franz von Lenbach au dus la numirea sa ca profesor la Academia Weimar. A deținut funcția timp de doi ani timp în care a pictat Venus și Iubire, portretul lui Lenbach, și Sfânta Ecaterina.
S-a întors la Roma, unde a rămas în perioada 1862-1866 și și-a dat liber fanteziei și a gustul său pentru libertatea cromaticii în Portretul doamnei Böcklin, Un anahoret în pustie (1863), O tavernă romană și Vila de pe țărmul mării ( 1864). În 1866 merge la Basel pentru a termina frescele sale de galerie și să picteze o serie de portrete, Magdalena cu Cristos (1868), Anacreon's Muse (1869) precum și Castelul războinicilor (1871).
În perioada 1886-1892 se stabilește la Zürich. După 1892, Böcklin a locuit la San Domenico în apropierea Florenței.
Böcklin murit la 16 ianuarie 1901 in Fiesole . El este îngropat în Cimitero Evangelico degli Allori în suburbia de sud a Florenței, Galluzzo ( Italia ).

## Galerie imagini

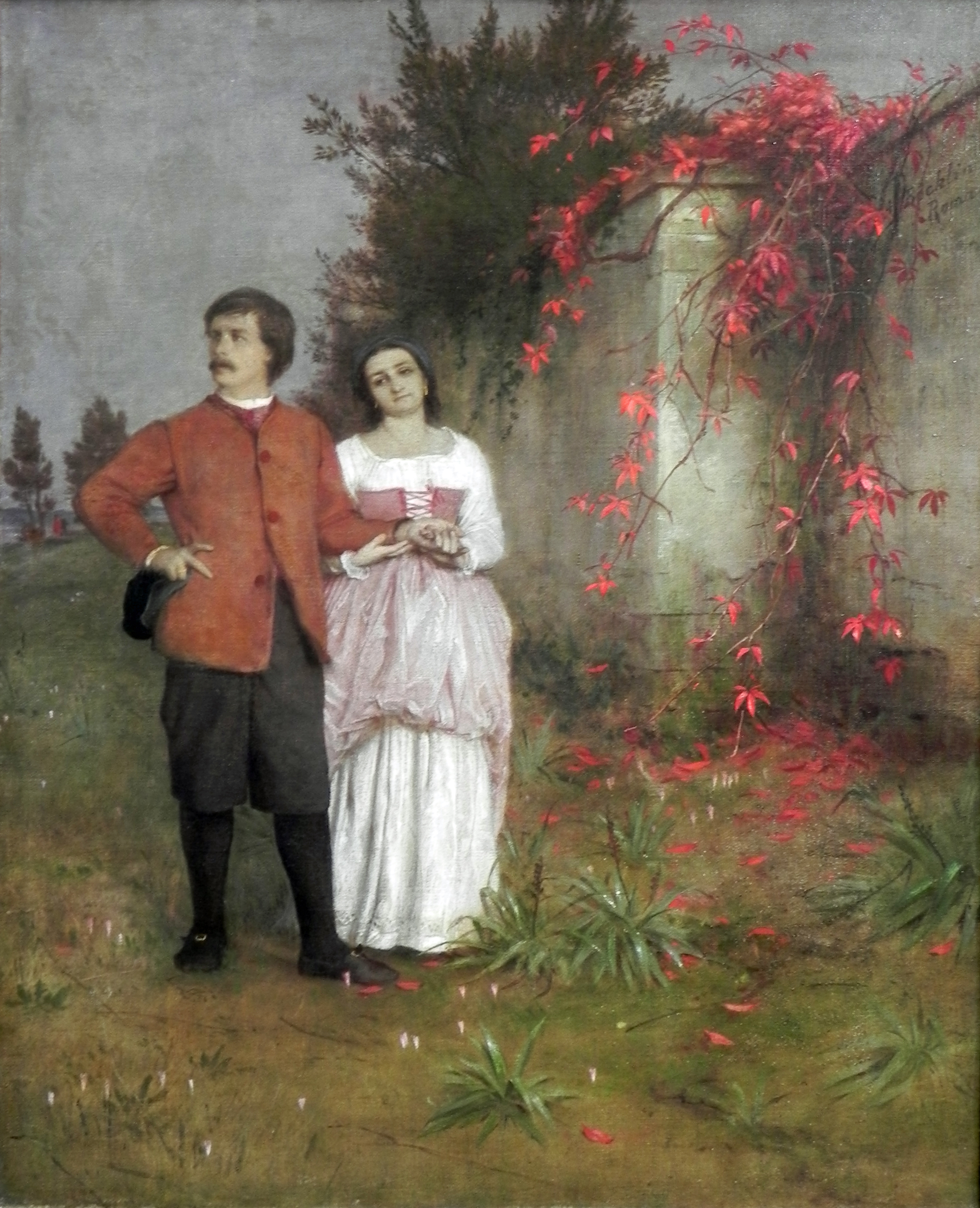
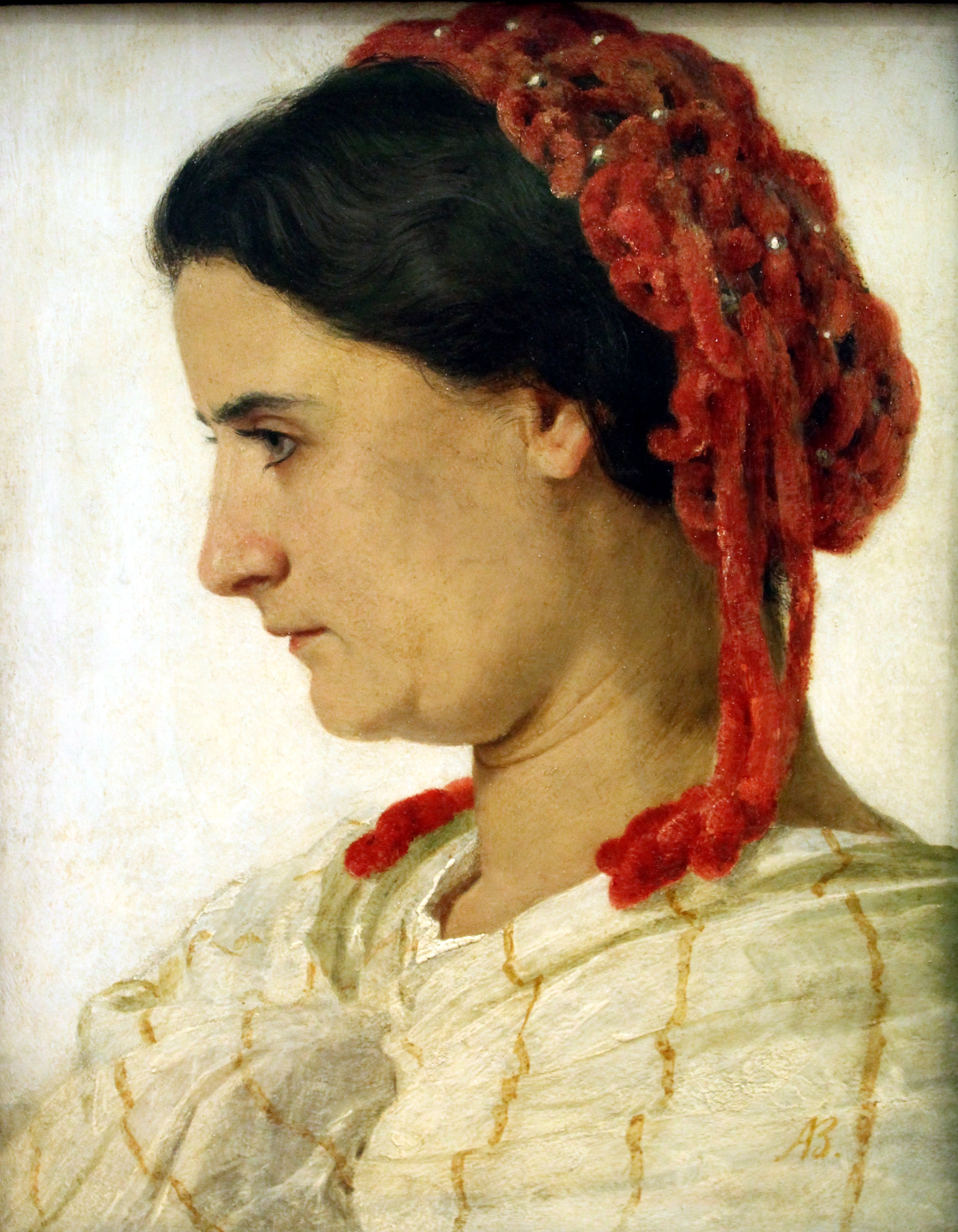
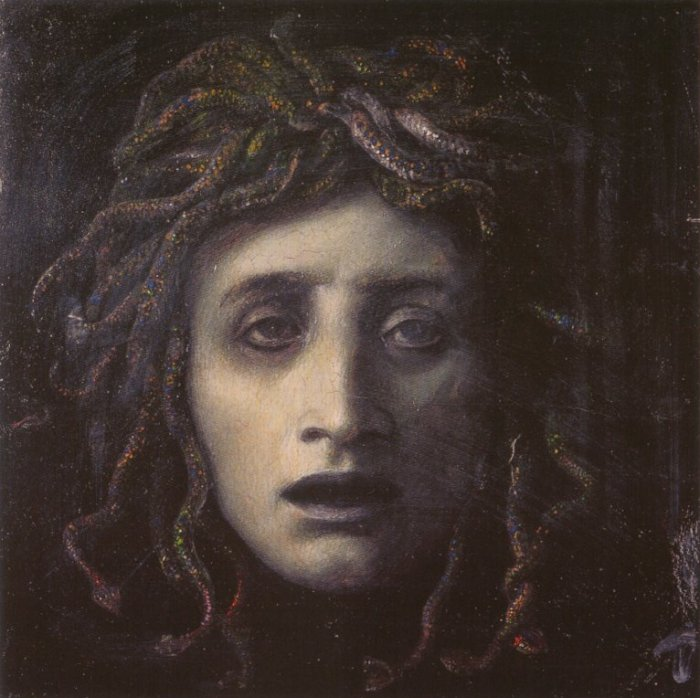
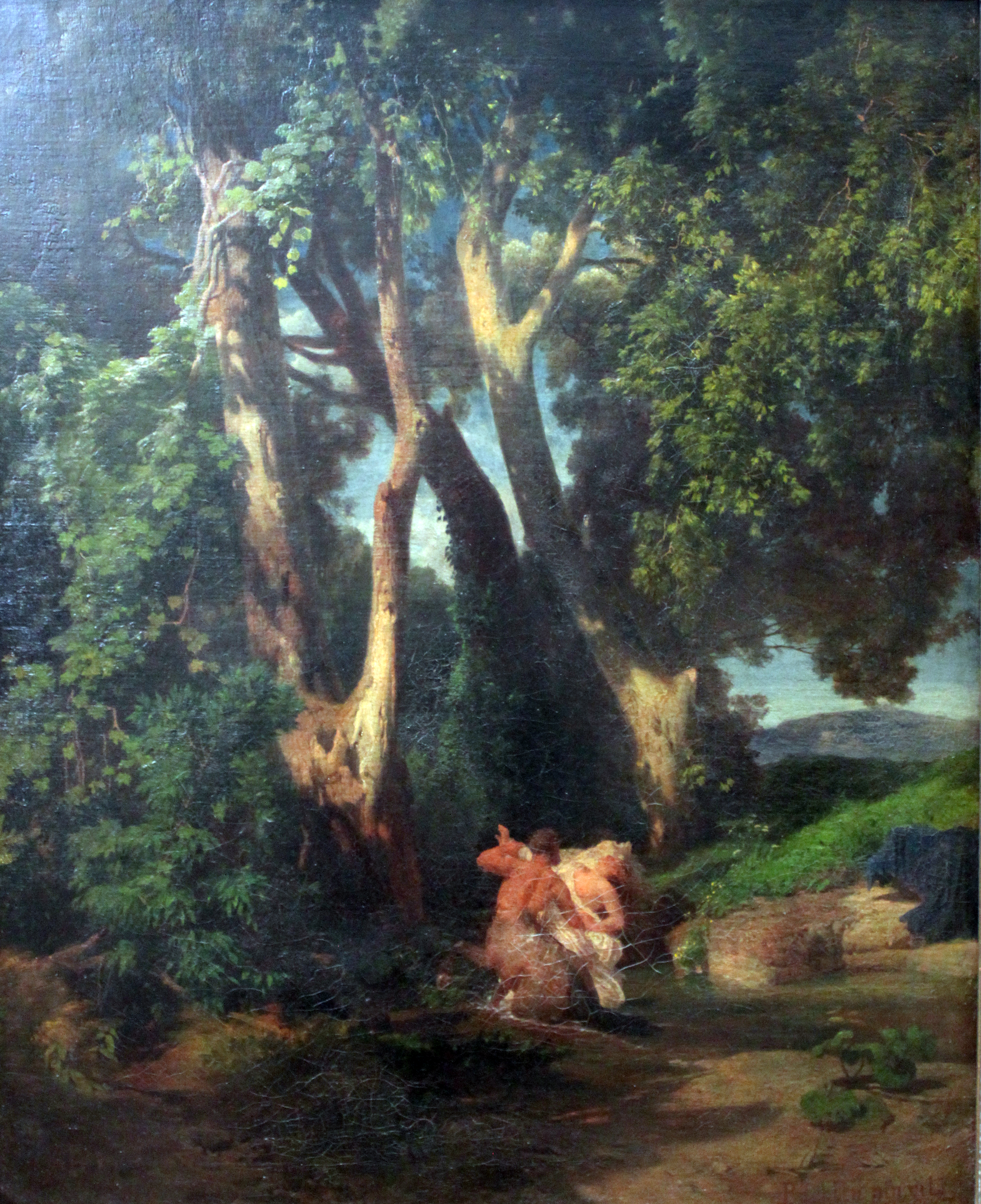
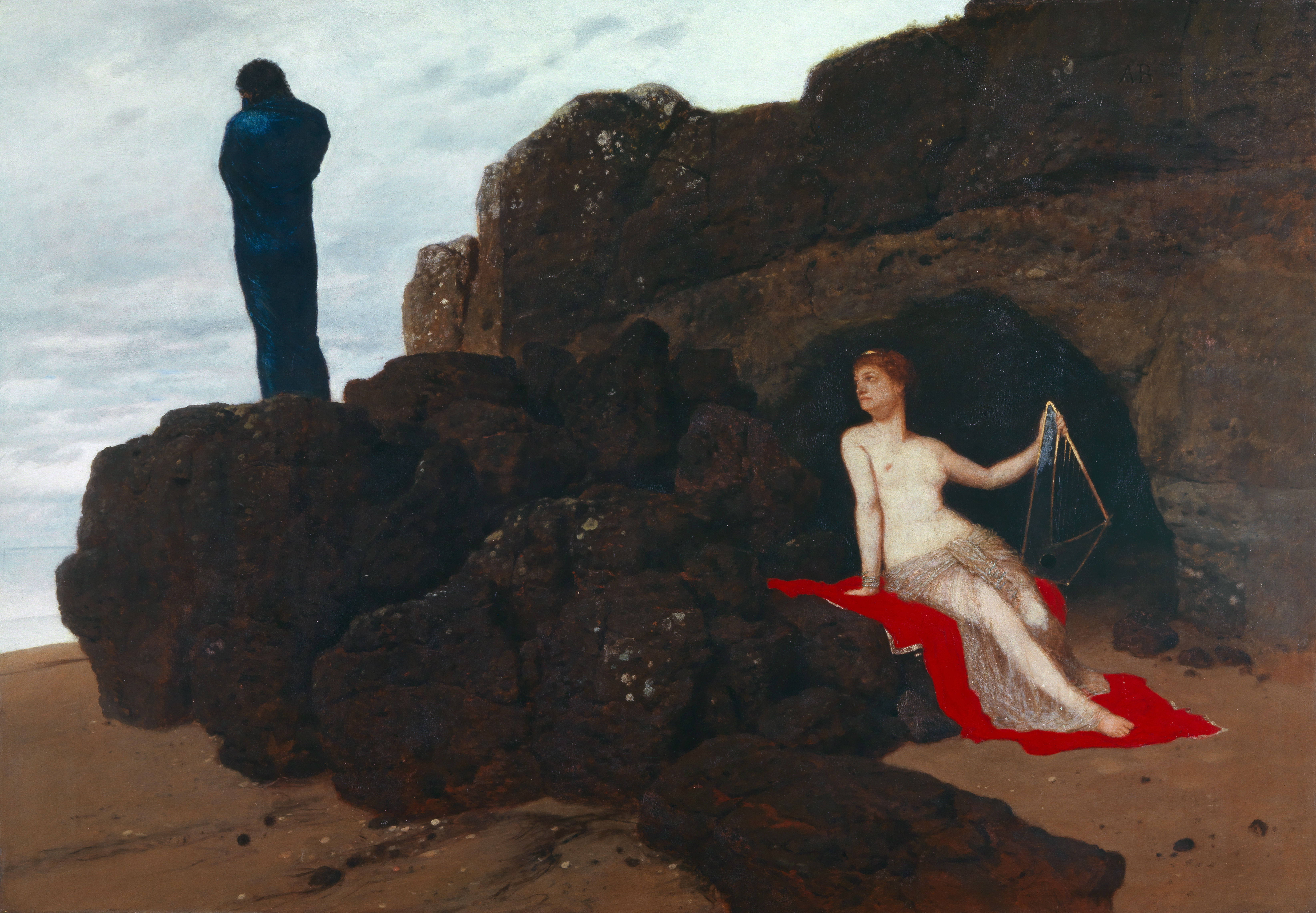
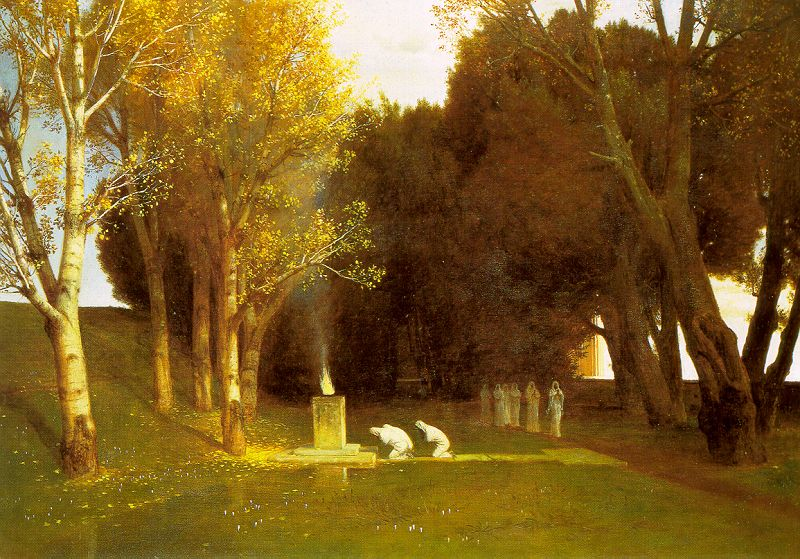
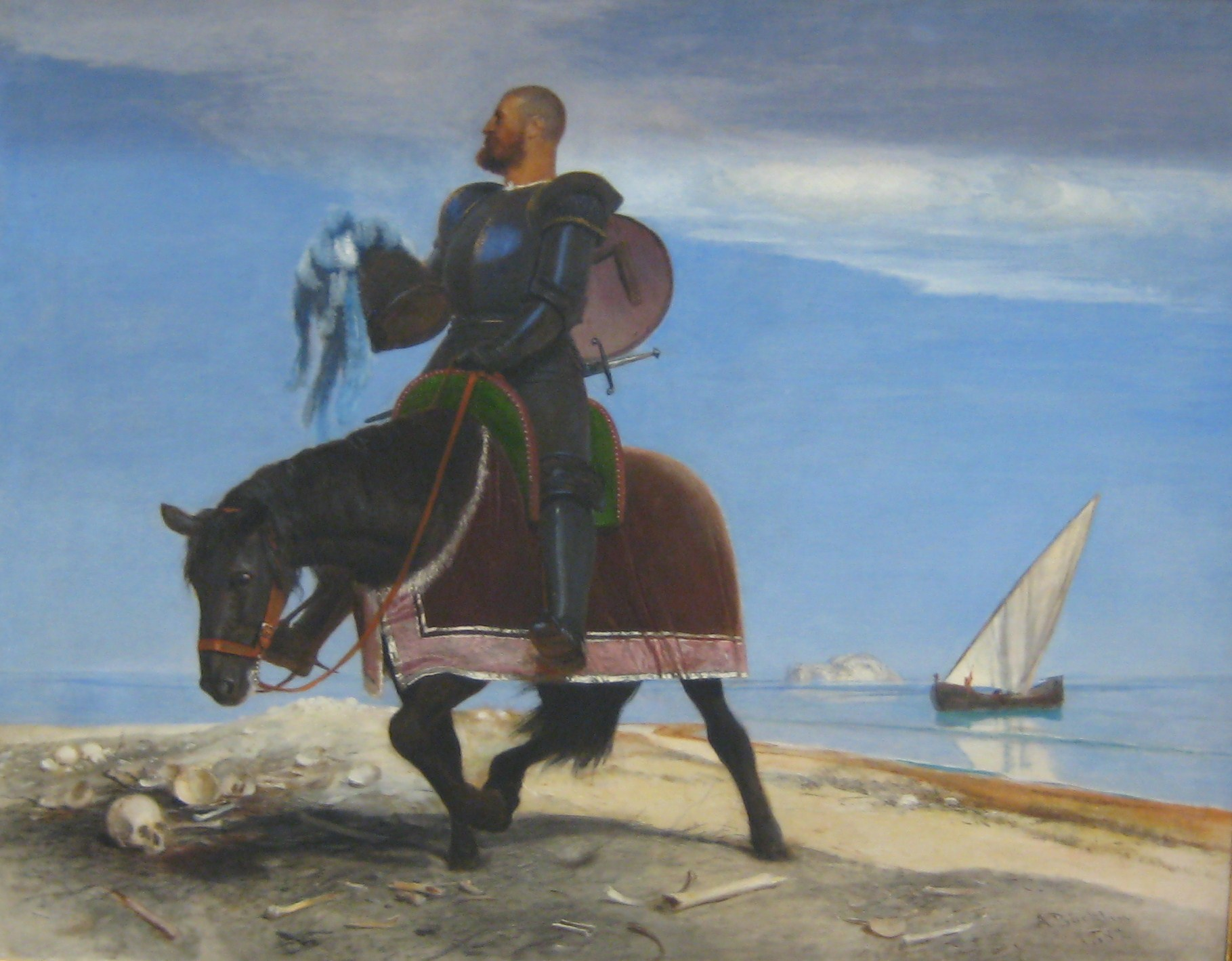
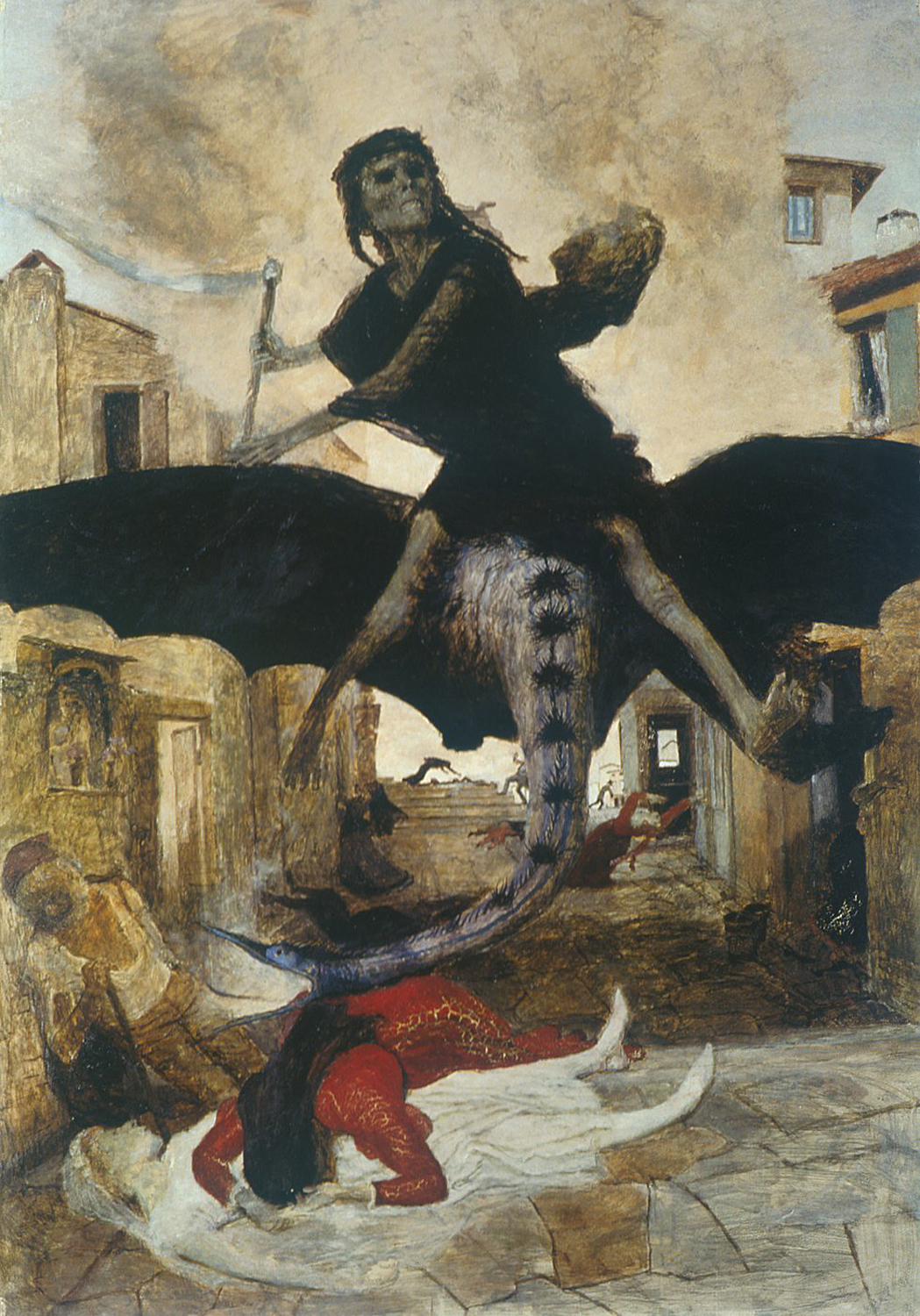
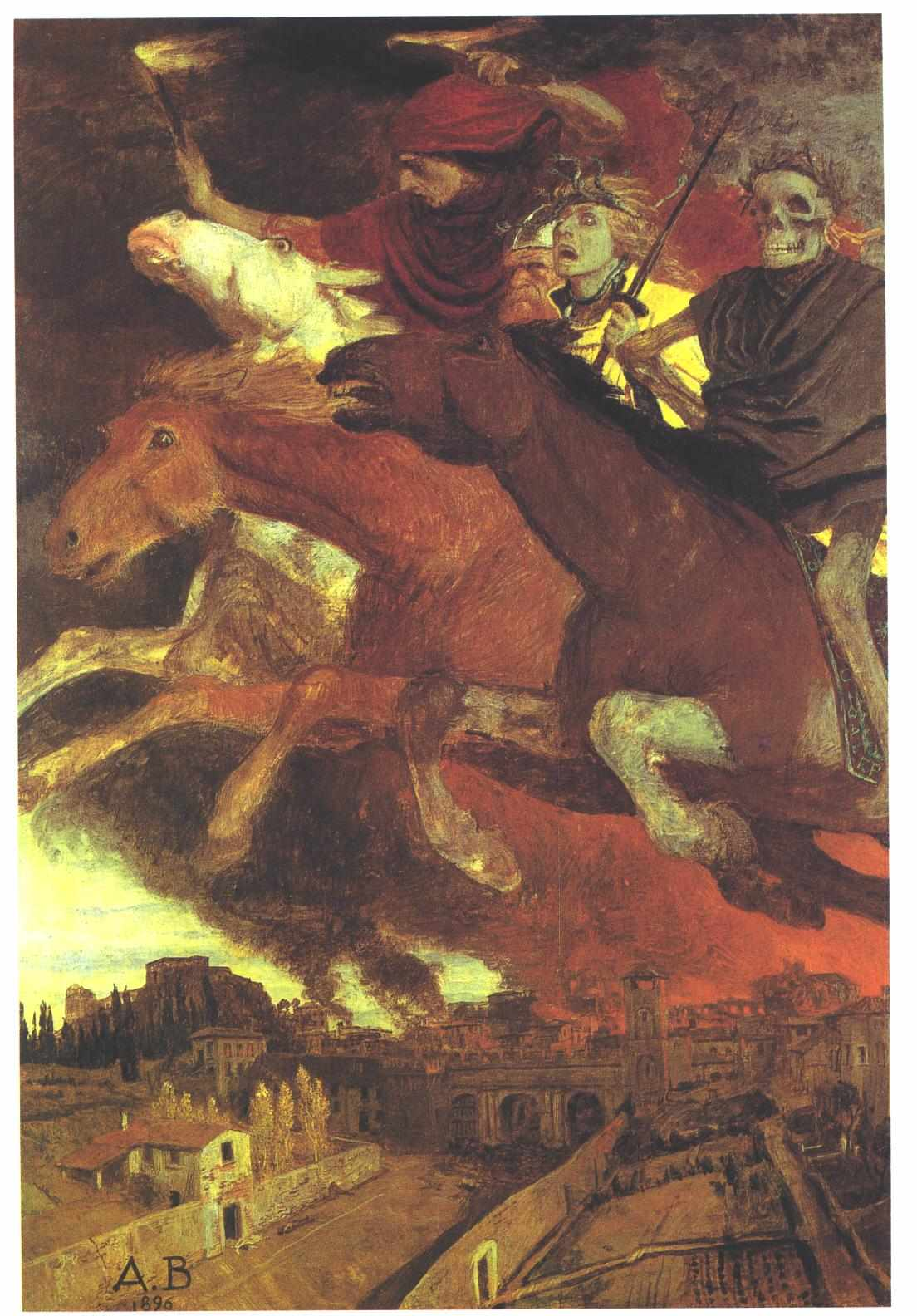
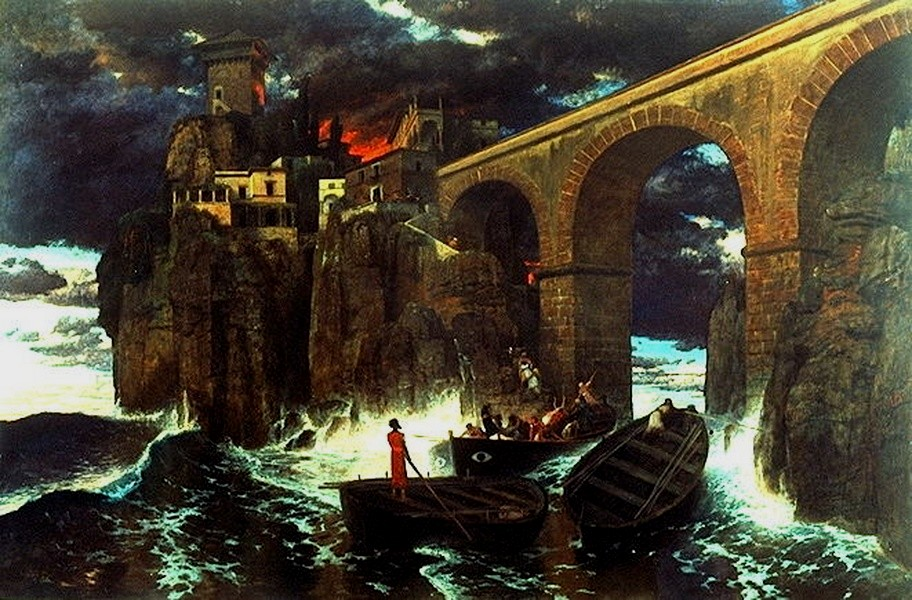
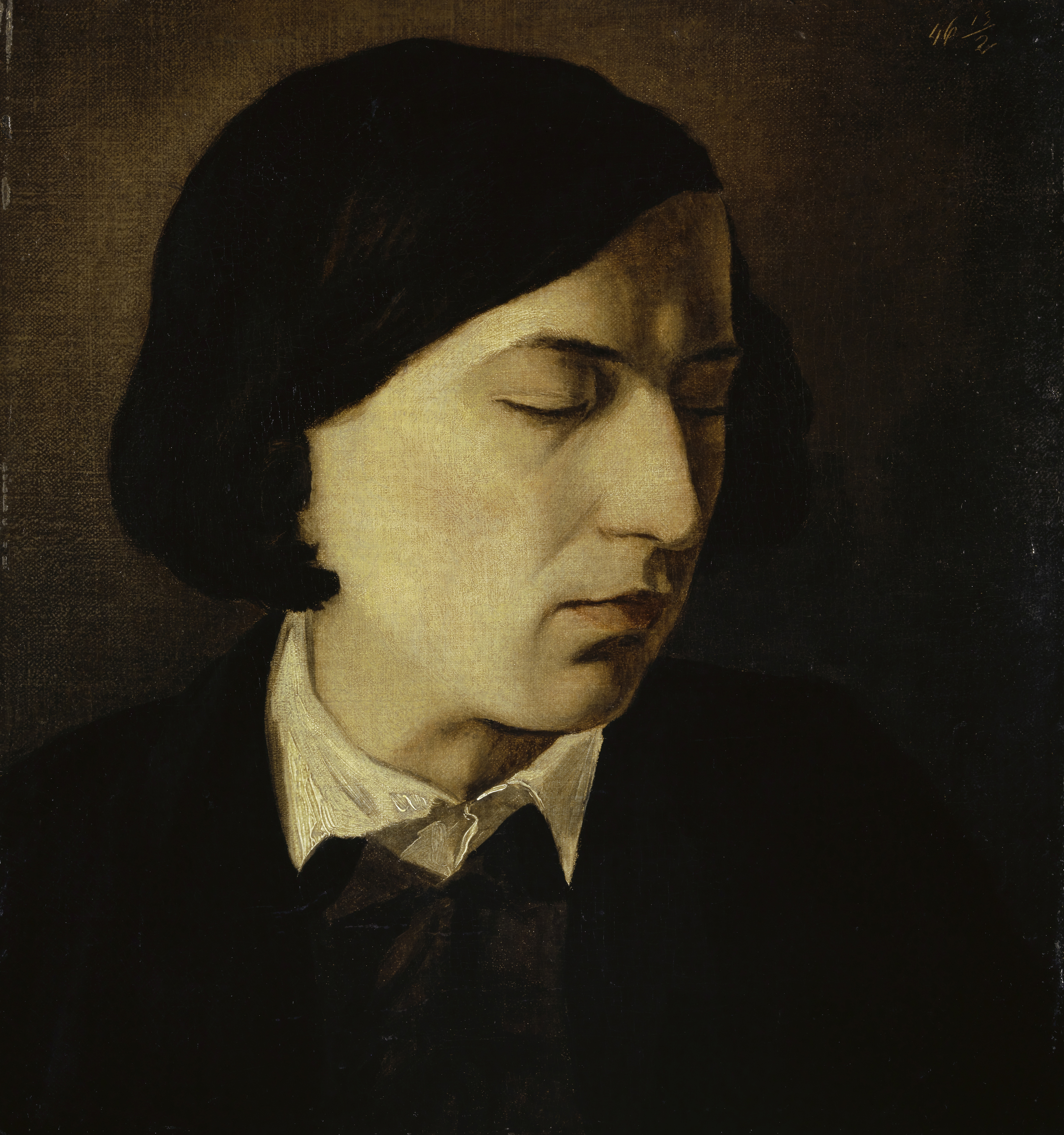